# Blonde Ambition
Pour plus de détails, voir Fiche technique et Distribution.
Blonde Ambition est un film américain réalisé par Scott Marshall sorti en 2007. Il comprend en vedettes Jessica Simpson, Luke Wilson, Rachael Leigh Cook, Penelope Ann Miller, Andy Dick, Drew Fuller, Larry Miller et Willie Nelson.
Étant un film indépendant et sortit face à des blockbusters, il est échec aux États-Unis,, mais est un succès en Russie, atteint la 5e place aux Philippines et s’érige no 1 dès le jour de sa sortie en Ukraine avec 253 008 dollars de recettes.
Il est considéré comme brillant et culte pour son écriture, mais aussi pour les nombreuses références et 4e mur qu’il contient,,,,,.

## Synopsis
Katie Gregerstitch, petite provinciale naïve, a une vie toute tracée. Alors qu'elle est sur le point de se marier avec son amour de jeunesse, ce dernier repousse le mariage pour se consacrer à sa carrière de mannequin, en partant de leur petit village natal pour New York. Voyant alors sa petite fille désemparée à l'approche de la Saint-Valentin, son grand-père lui offre un billet d'avion pour qu'elle rejoigne son fiancé. Mais lorsque Katie arrive sur place par surprise et découvre que son copain la trompe, son monde s'écroule...

## Fiche technique
- Titre : Blonde Ambition
- Réalisation : Scott Marshall
- Scénario : John Cohen, David McHugh et Matthew Flanagan
- Costumes : Sara Markowitz
- Photographie : Mark Irwin
- Montage : Tara Timpone
- Musique : David Kitay
- Production : Bill Gerber
- Société de production :  Millennium Films et Papa Joe Films
- Société de distribution : Aventi et M6
- Pays d'origine :  États-Unis
- Langue : Anglais
- Genre : Comédie
- Format : Technicolor, 1,77, couleurs, son Dolby
- Durée : 93 minutes
- Dates de sortie :  États-Unis : 21 décembre 2007 ;  France : 9 janvier 2009 et 14 juin 2011 (directement en DVD)
- Classification : États-Unis : Tous publics ; France : Tous publics

## Distribution
- Jessica Simpson (VFB : Audrey d'Hulstère) : Katie Gregerstitch
- Luke Wilson (VFB : Pierre Lognay) : Ben Connelly
- Rachael Leigh Cook (VFB : Valérie Muzzi) : Hayley
- Penelope Ann Miller (VFB : Colette Sodoyez) : Debra
- Andy Dick (VFB : Philippe Allard) : Freddy
- Drew Fuller (VFB : Sébastien Hébrant) : Billy
- Larry Miller (VFB : Erwin Grünspan) : Richard Connelly
- Willie Nelson (VFB : Bernard Faure) : Papy
- Karen McClain (VFB : Monique Clémont) : Betty

## Box office
Étant un film indépendant et sortit face à des blockbusters, il est échec aux États-Unis,, mais est un succès en Russie, atteint la 5e place aux Philippines et s’érige no 1 dès le jour de sa sortie en Ukraine avec 253,008 dollars de recettes.

## DVD
Lors de sa commercialisation en DVD, le film atteint les 2 millions d'exemplaires vendus lors de sa première semaine de sortie et totalise 11 560 millions de ventes aux États-Unis.
Il bénéficie également d'une sortie anglaise et irlandaise en Juin 2010.
Le film sort en DVD en France le 14 juin 2011.

## Musiques
La pochette du single digital You Spin Me Round (Like a Record), reprise du groupe Dead Or Alive que Jessica Simpson a repris, figure en tant que bande originale du film, mais n'est pas inclus ni dans le récit, ni dans le générique.
Les musiques utilisées dans le film sont les suivantes : 
- Lily May : I Got Love
- Monique Ximenez : You Can Fly
- Austin : Let's Make Love
- Hipjoint featuring Stephanie Lang : Girl From Nowhere
- Megajive : The Way I Rock It
- Stretch Nickel : Beautiful Day
- Hugh James Hardman : Live A Little
- Price : Something In Your Eyes
- Adam Ant : Wonderful

## Statut de film culte
Il est considéré comme brillant et culte pour son écriture, mais aussi pour les nombreuses références et 4e mur qu’il contient,,,,,.